# 輪渡颯介
輪渡 颯介（わたり そうすけ、1972年 -）は、時代小説作家、推理作家。東京都生まれ。明治大学卒業。
2008年、時代小説と推理小説を融合させた長編『掘割で笑う女』で第38回メフィスト賞を受賞し、デビューした。デビュー作以来、「浪人左門あやかし指南」シリーズを書き継いでいる。シリーズ最初の2作はノベルスで刊行されたが、3作目からは四六判で刊行されている。
2作目の『百物語』までペンネームは「わわたり そうすけ」という読みだったが、3作目の『無縁塚』刊行時（2009年4月）より「わたり そうすけ」に変更した。

## 作品リスト

### 浪人左門あやかし指南
（講談社刊 / 講談社文庫刊）
1. 掘割で笑う女 浪人左門あやかし指南（2008年1月、ISBN 978-4-06-182580-2 / 2010年1月、ISBN 978-4-06-276529-9）
2. 百物語 浪人左門あやかし指南（2008年7月、ISBN 978-4-06-182602-1 / 2010年3月、ISBN 978-4-06-276568-8）
3. 無縁塚 浪人左門あやかし指南（2009年4月、ISBN 978-4-06-215435-2 / 2011年12月、ISBN 978-4-06-277128-3）
4. 狐憑きの娘 浪人左門あやかし指南（2010年1月、ISBN 978-4-06-215983-8 / 2012年7月、ISBN 978-4-06-277315-7）

### 古道具屋 皆塵堂
1. 古道具屋 皆塵堂（2011年2月、講談社、ISBN 978-4-06-216743-7 / 2014年3月、講談社文庫、ISBN 978-4-06-277796-4）
2. 猫除け 古道具屋 皆塵堂（2012年4月、講談社、ISBN 978-4-06-217578-4 / 2014年9月、講談社文庫、ISBN 978-4-06-277916-6）
3. 蔵盗み 古道具屋 皆塵堂（2013年3月、講談社、ISBN 978-4-06-218237-9 / 2015年3月、講談社文庫、ISBN 978-4-06-293054-3）
4. 迎え猫 古道具屋 皆塵堂（2014年3月、講談社、ISBN 978-4-06-218838-8 / 2016年3月、講談社文庫、ISBN 978-4-06-293359-9）
5. 祟り婿 古道具屋 皆塵堂（2015年5月、講談社、ISBN 978-4-06-219499-0 / 2017年5月、講談社文庫、ISBN 978-4-06-293668-2）
6. 影憑き 古道具屋 皆塵堂（2015年11月、講談社、ISBN 978-4-06-219818-9 / 2017年11月、講談社文庫、ISBN 978-4-06-293797-9）
7. 夢の猫 古道具屋 皆塵堂（2016年5月、講談社、ISBN 978-4-06-220040-0 / 2018年5月、講談社文庫、ISBN 978-4-06-293885-3）
8. 呪い禍 古道具屋 皆塵堂（2021年5月、講談社文庫、ISBN 978-4-06-523505-8）
9. 髪追い 古道具屋 皆塵堂（2022年4月、講談社文庫、ISBN 978-4-06-527651-8）
10. 怨返し 古道具屋 皆塵堂（2023年3月、講談社文庫、ISBN 978-4-06-530881-3）
11. 闇試し 古道具屋 皆塵堂（2023年12月、講談社文庫、ISBN 978-4-06-534067-7）
12. 捻れ家 古道具屋 皆塵堂（2024年4月、講談社文庫、ISBN 978-4-06-535385-1）
13. 藁化け 古道具屋 皆塵堂（2024年10月、講談社文庫、ISBN 978-4-06-537314-9）
14. 夢の痕 古道具屋 皆塵堂（2025年4月、講談社文庫、ISBN 978-4-06-539162-4）

### 溝猫長屋祠之怪
（講談社刊 / 講談社文庫刊）
1. 溝猫長屋 祠之怪（2016年11月、ISBN 978-4-06-220317-3 / 2018年11月、ISBN 978-4-06-513351-4）
2. 優しき悪霊 溝猫長屋 祠之怪（2017年5月、ISBN 978-4-06-220568-9 / 2019年7月、ISBN 978-4-06-515507-3）
3. 欺きの童霊 溝猫長屋 祠之怪（2017年10月、ISBN 978-4-06-220790-4 / 2020年1月、ISBN 978-4-06-517974-1）
4. 物の怪斬り 溝猫長屋 祠之怪（2018年4月、ISBN 978-4-06-221004-1 / 2020年9月、ISBN 978-4-06-520291-3）
5. 別れの霊祠 溝猫長屋 祠之怪（2018年9月、ISBN 978-4-06-513137-4 / 2021年1月、ISBN 978-4-06-522321-5）

### 怪談飯屋古狸
（講談社刊 / 講談社文庫刊）
1. 怪談飯屋古狸（2019年10月、ISBN 978-4-06-517330-5 / 2022年9月、ISBN 978-4-06-528639-5）
2. 祟り神 怪談飯屋古狸（2020年2月、ISBN 978-4-06-518571-1 / 2023年1月、ISBN 978-4-06-529681-3）
3. 攫い鬼 怪談飯屋古狸（2020年11月、ISBN 978-4-06-521499-2 / 2023年5月、ISBN 978-4-06-530481-5）

### シリーズ外
- ばけたま長屋（2014年12月、KADOKAWA、ISBN 978-4-04-102396-9 / 2017年9月、角川文庫、ISBN 978-4-04-105951-7）
- 悪霊じいちゃん風雲録（2020年7月、早川書房、ISBN 978-4-15-209958-7）

### アンソロジー
「」内が輪渡颯介の作品
- Day to Day（2021年3月、講談社、ISBN 978-4-06-521842-6）「〈5月11日〉」※エッセイ
- 五分後にホロリと江戸人情（2022年3月、講談社文庫、ISBN 978-4-06-527373-9）「みんな仲良く」